# Městské muzeum Přibyslav
Přibyslavské Městské muzeum bylo založeno v roce 1921. Udržuje sbírku přírodovědných, místopisných, starožitných a národopisných předmětů, které během své historie získalo zejména z darů svých příznivců.

## Historie

### Vznik a rozkvět po první světové válce
Plány na založení muzea se objevily již koncem 19. století, velkou inspirací pro ně byla Národopisná výstava českoslovanská v Praze 1895. Záhy se však pro město stala hlavní prioritou výstavba nové školy. V prosinci 1908 vznikl muzejní odbor při městském zastupitelstvu – ve věci se tehdy angažoval zejm. lékař a kronikář František Půža, jeho bratr Jan a ředitel místní školy Emanuel Činčera. Předsedou odboru se stal starosta města František Niklfeld. Na jeho výzvu přinášeli soukromí dárci předměty, které chtěli muzeu věnovat. Pro sbírky ještě nebyly vyčleněny prostory, proto byly ukládány v přibyslavské škole.
Muzejní plány však odsunula do pozadí první světová válka. Teprve v roce 1920 se tak vývoj v této oblasti posunul dopředu. Dne 1. listopadu tohoto roku se konala ustavující valná hromada, na které byl založen Muzejní spolek v Přibyslavi. Podle stanov byl účelem spolku „přírodovědný, místopisný, dějepisný, statistický, starožitný a národopisný výzkum okresu přibyslavského“ a zachovávání příslušných předmětů a památek.
Díky rolníkovi Františku Šmirousovi, který podporoval snahy o posílení národního cítění a který tehdy vedl Okresní správní komisi, získalo budoucí muzeum prostory pro instalaci sbírek v přibyslavském zámku. Za tyto zapůjčené prostory navíc nemuselo platit nájem.

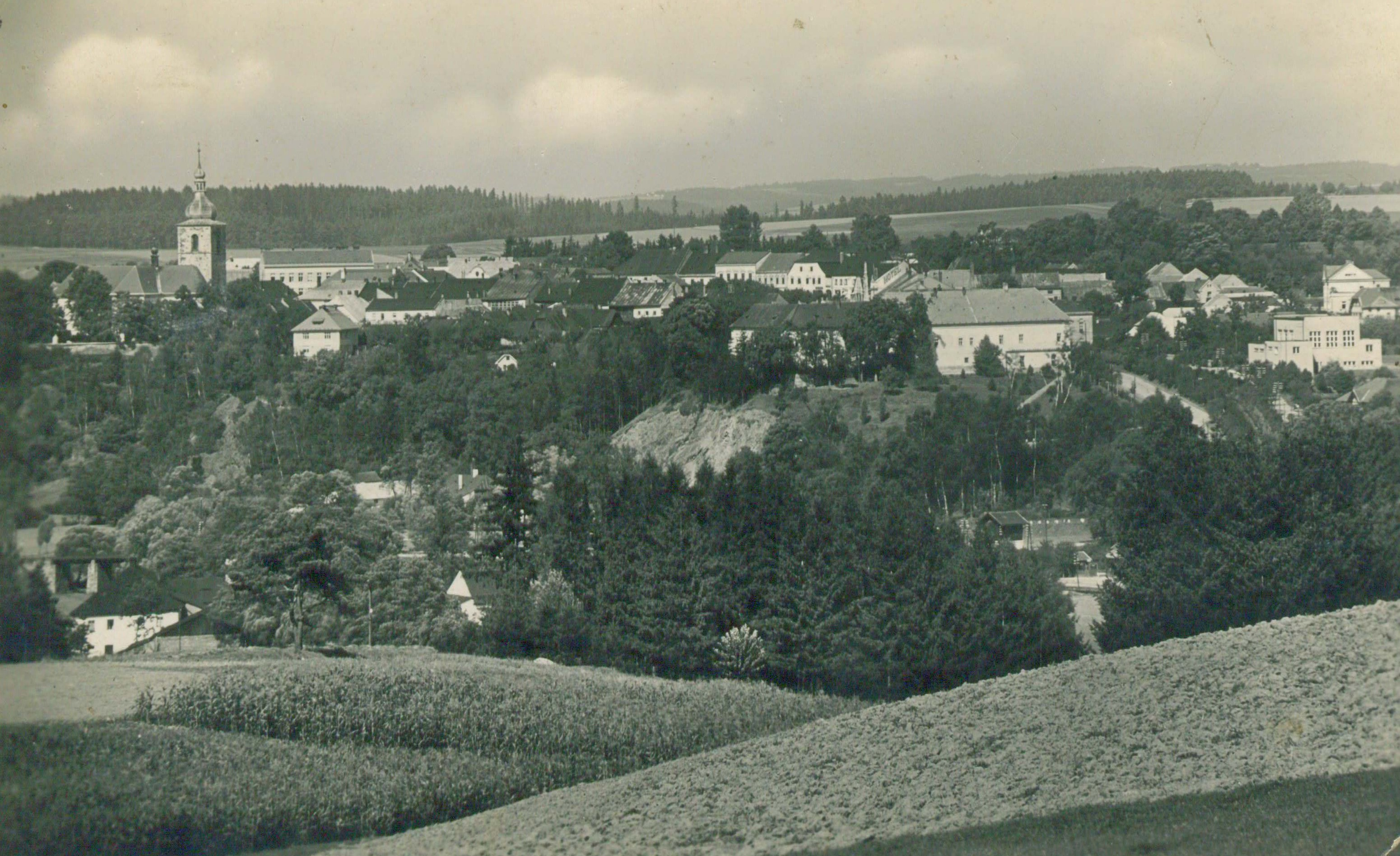
Fotografie Přibyslavi asi z roku 1930, ve sbírkách Městského muzea Přibyslav

Již v roce 1928 získalo muzeum většinou z darů svých příznivců 1320 předmětů. Byly mezi nimi obrazy, knihy, písemnosti, poštovní známky nebo mince. O rok později šlo již o 2470 exponátů.

### Útlum činnosti Muzejního spolku v době okupace a v poválečných letech
Činnost muzea negativně poznamenala druhá světová válka, omezeně ale fungovalo dál. V roce 1951 však práce Muzejního spolku ustala docela. Jeho sbírky a majetek začal spravovat Městský národní výbor, který ale muzeu nevěnoval mnoho pozornosti.

### Stěhování na konci 70. let
Na sklonku 70. let bylo potřeba rekonstruovat zámek, kde byly sbírky muzea uloženy. Provedený stavební průzkum objektu totiž ukázal vážné narušení statiky zdiva a střechy. Při chvatném stěhování byla řada předmětů přestěhována bez inventarizace a kvalitního zabalení. Některé z nich pak byly uloženy na místech, kde byly vystaveny prachu a vlhkosti, jiné byly během stěhování pravděpodobně i odcizeny. Po více než 20 let tak byly mnohé historicky nebo umělecky cenné předměty uloženy v nevyhovujících podmínkách.

### Obnovení muzea
V létě roku 1998 se muzejní sbírky začaly stěhovat do zrekonstruované budovy Starého špitálu. Zde však zůstaly jen po sedm let, poté byly znovu přemístěny, a to do Kurfürstova domu na přibyslavském náměstí.